# Línea 508 (La Plata)
La línea 508 es una línea de colectivos urbana del Partido de La Plata. Une el barrio de Lisandro Olmos con la Plaza Moreno, en el centro de la ciudad de La Plata.
El servicio es operado por la empresa Nueve de Julio SAT, que opera también las líneas Oeste, 215, 225, 414 y 561.
La línea inició sus operaciones en 1969 pero el servicio fue suspendido en 2001, tras la creación del SUT.La línea fue relanzado en el año 2011 y opera como servicio semirrapido.

## Recorrido[3]
Servicio diurno.
|  | KBHFa |

|  | BHF |

|  | BHF |

|  | BHF |

|  | BHF |

|  | BHF |

|  | BHF |

|  | BHF |

|  | BHF |

|  | BHF |

|  | BHF |

|  | BHF |

|  | BHF |

|  | BHF |

|  | BHF |

|  | BHF |

|  | BHF |

|  | BHF |

|  | BHF |

|  | BHF |

|  | BHF |

|  | BHF |

|  | BHF |

|  | BHF |

|  | BHF |

| BUS2 | KBHFe |  |